# A-72
A-72是常應用於科研用途的犬癌細胞系，最初是分離自一名8歲雌性黃金獵犬的左大腿上直徑為1厘米的腫瘤。

## 特徵
A-72細胞在細胞連續傳代135次後，依照保持着成纖維細胞的外觀，而在第123代時，群體倍增時間約為27小時。從A-72細胞提取的酶的電泳遷移率與犬腹膜成纖維細胞和原代犬腎細胞的電泳遷移率相同。
A-72細胞易被傳染性犬肝炎病毒、II型犬腺病毒、犬皰疹病毒、犬副流行性感冒病毒和犬冠狀病毒感染，但對犬瘟熱病毒及犬細小病毒不敏感。目前已經從A-72細胞中重新得到與貓泛白血球減少症病毒有關的犬細小病毒。

## 科研用途
A-72細胞對犬科犬冠狀病毒的研究特別有用，因為常用的原代犬腎細胞對這些病毒表現出不同的敏感性。2010年，有科研人員使用A-72細胞研究了犬細小病毒（CPV）的細胞死亡機制，以增加對CPV生命週期的了解，以便於開發更好的細小病毒載體。 2011年，有研究人員使用K：D-Rib溶液 (potassium hydrogen carbonate and D-ribose water solution) 測試了碳酸氫鉀和D-核糖的協同作用，對A-72細胞增殖的作用。A72細胞與5 mM的K：D-Rib溶液一起溫育時會顯示出細胞抑製作用，但是需要超過24小時的孵育時間，才能夠證明這種作用對細胞增殖的影響。有關A72細胞的實驗結果表明，鉀離子的攝取可能決定是否停止或減慢細胞的生長。2012年，有科研人員在A72細胞中，將一種新型犬細小病毒分離株傳代四次，而傳代後獲得的病毒分離株，可以被開發為針對細小病毒感染的新型疫苗